# Christoph Sanders
Christoph Sanders (nascido em 21 de abril de 1988) é um ator americano que é conhecido por seu papel como Ned Banks na série de televisão Ghost Whisperer e Kyle Anderson na série de televisão Last Man Standing.